# Kawali (plaats)
Kawali is een bestuurslaag in het regentschap Ciamis van de provincie West-Java, Indonesië. Kawali telt 4248 inwoners (volkstelling 2010).